# Dipsy Selolwane
Diphgetogo „Dipsy“ Selolwane (* 27. Januar 1978 in Gaborone) ist ein ehemaliger botswanischer Fußballspieler.

## Karriere
Selolwane begann seine Karriere bei seinem Heimatverein Gaborone United. 2000 ging er in die Vereinigten Staaten an die Saint Louis University, wo er 2000 für die Sportabteilung der Harris–Stowe State University und 2001 für die Sportabteilung der Saint Louis University Fußball spielte. Anschließend wechselte er nach Dänemark zu Vejle BK, wo er fünf Spiele absolvierte. 2002 kehrte er in die USA zurück, diesmal zum Profifranchise Chicago Fire in die Major League Soccer. In den drei Jahren in Chicago spielte er 27-mal und erzielte dabei drei Tore. 2005 folgte ein Wechsel zu Real Salt Lake, wo er jedoch nur achtmal zum Einsatz kam und dabei kein Tor erzielen konnte. Noch im selben Jahr kehrte er nach Afrika zurück. Er unterschrieb einen Vertrag bei Santos Kapstadt und spielte dort bis 2007, anschließend wechselte er zu Jomo Cosmos nach Johannesburg, spielte dort jedoch nur zweimal und wechselte im Jahr 2008 zu Ajax Cape Town. Von dort ging er nach Pretoria zum amtierenden Meister Supersport United, von dem er nach zwei Jahren zum University of Pretoria FC wechselte, bei dem er 2014 seine Karriere als Aktiver beendete.
Von 1999 bis 2012 war Selolwane botswanischer Nationalspieler. In mindestens 52 Spielen traf er zwölf Mal; anderen Quellen zufolge traf er in 49 Länderspielen 16 Mal.